# Wolfgang Laib
Wolfgang Laib (Metzingen, 1950. március 25. –) német képzőművész, konceptuális művész, szobrász.

## Pályafutása
Biberachi orvoscsaládból származik. Őmaga is tanult orvostudományt az 1970-es években Tübingenben, de abbahagyta tanulmányait, mert már nagyon korán elkezdett érdeklődni a művészet iránt. Mentora, a tájképfestő Jakob Bräckle hatása alatt, ő is a keleti filozófiák és kultúra felé fordult.
Laib számos műve besorolható a land art műalkotásai közé, valamint munkásságában kimutatható a minimalizmus hatása is. Laib munkáinak jellegzetessége a természetes anyagok megmunkálása, úgy mint a méhviasz, a tej, a rizs és a virágpor. Leginkább a Tejköveiről (Milchstein) híres, melyeket 1975-től készít.
Ez a mű egy földrehelyezett négyszögletes alakú márványtömbből áll, melynek felső rétege ki van vájva. Ebbe a művész minden reggel tejet önt (Laib csupán a kiállítás első napján végzi ezt el, ezután a galéria, avagy a múzeum alkalmazottainak feladatává válik), amely a nap folyamán megdermed, és a nap végére filmréteget alkot. A tej kiöntésének gyakorlata a keleti rituálékat idézi meg. Laib saját bevallása szerint is Dél-Indiát tekinti spirituális otthonának, a művészetkritikusok és kurátorok pedig gyakorta nevezik nyugati buddhistának. A tej márványtömbre való kiöntése a művész szerint tehát egy részvételi rítus, mely a Zen templom kertjében dolgozó kertész egyszerű, de egyben igen fegyelmezett munkáját idézi fel bennünk, amely a templom köré szórt homok elrendezéséből áll.